# Kate Voegele
Kate Elizabeth Voegele (Bay Village, 8 dicembre 1986) è una cantautrice, musicista e attrice statunitense.

## Biografia
Ha esordito nel mondo della discografia nel 2003, con la pubblicazione dell'EP The Other Side, composto da cinque tracce e prodotto da Michael Seifert, a cui ne è seguito un secondo nel 2005 intitolato Louder Than Words.
Nel 2007, messa sotto contratto dalla MySpace Records e dalla nota etichetta discografica Interscope, ha pubblicato il suo primo album intitolato Don't Look Away.

### Don't Look Away(2007) eA Fine Mess(2009)
Esordisce nel 2007 con la pubblicazione dell'album Don't Look Away, dal discreto successo negli Stati Uniti, dal quale vengono estratti tre singoli: Only Fooling Myself, Hallelujah, cover del brano di Leonard Cohen, e You Can't Break a Broken Heart. Nello stesso periodo interpreta Mia Catalano nella serie televisiva statunitense One Tree Hill.
Due anni dopo, nel 2009, pubblica il suo secondo disco, A Fine Mess, ancora per Interscope e prodotto da Mike Elizondo. L'album riscuote un maggior successo rispetto al precedente in Canada e negli Stati Uniti raggiungendo rispettivamente la sesta e la decima posizione in classifica. Da questo secondo disco vengono estratti due singoli, Manhattan from the Sky e 99 Times.

### Gravity Happens(2011)
Nel 2011 pubblica per ATO Records un nuovo album di inediti, Gravity Happens. L'album, contenente 12 canzoni, ottiene un discreto successo negli Stati Uniti, raggiungendo l'ottava posizione nella classifica degli album indie più venduti. Uno dei brani di maggior successo (nonché l'unico singolo estratto), Heart in Chains, è stato anche cantato dal personaggio interpretato da Kate Voegele in One Tree Hill, Mia Catalano. Dell'album esiste anche una versione deluxe, contenente 4 tracce aggiuntive, di cui 1 completa (All I see) e 3 demo (High Road, Counting the Ways e Ship in the Dock).

### Wild Card(2014)
Dopo 3 anni dall'uscita di Gravity Happens, torna in studio per incidere l'EP Wild Card. L'EP viene pubblicato il 4 novembre 2014 e contiene 4 tracce originali, più una cover di When I'm Gone di Anna Kendrick (già parte della colonna sonora del film del 2012 Voices). In seguito alla pubblicazione dell'album, inizia il Wild Card Tour, inizialmente con un programma di 15 date, che porta Kate in giro per gli Stati Uniti all'inizio del 2015, supportata da Leroy Sanchez.

### Canyonlands(2016)
Il 28 ottobre pubblica il suo quarto album in studio, intitolato Canyonlands. L'album contiene 11 tracce originali e riporta in copertina una foto della stessa Kate Voegele, con il titolo dell'album dipinto da lei in corsivo. Uno dei brani dell'album, Crooked Road, è parte della colonna sonora del documentario LIFE IN A WALK di Yogi Roth e Jonathan James.

## Discografia

### Album
- 2007 – Don't Look Away
- 2009 – A Fine Mess
- 2011 – Gravity Happens
- 2016 – Canyonlands

### Singoli
- 2008 – Only Fooling Myself
- 2008 – Hallelujah
- 2008 – You Can't Break a Broken Heart
- 2009 – Manhattan from the Sky
- 2009 – 99 Times
- 2011 – Heart in Chains

### EP
- 2003 – The Other Side
- 2005 – Louder Than Words
- 2014 – Wild Card

## Filmografia

### Attrice

#### Televisione
- One Tree Hill – serie TV, 35 episodi (2008-2010)
- Life Unexpected – serie TV, episodio 2x05 (2010)